# فوزی غلام
فوزی غلام (انگلیسی: Faouzi Ghoulam؛ زاده ۱ فوریهٔ ۱۹۹۱) یک بازیکن فوتبال اهل الجزایر است که برای باشگاه ناپولی بازی می‌کند.